# Чэнь Даньцин
Чэнь Даньци́н (кит. упр. 陈丹青, пиньинь Chén Dānqīng; 11 августа 1953) — китайский современный живописец, писатель, литературный критик и учёный.

## Биография
Чэнь Даньцин родился года в Шанхае, но его родители были уроженцами уезда Тайшань провинции Гуандун. Его отец Чэнь Чжаочи, который очень любил поэзию Вэнь Тяньсяна дал ему имя 丹青, взяв иероглифы из строки поэта «留取丹心照汗青», что означает чистое сердце и верность. Чэнь Даньцин рос на шумных шанхайских улицах, с раннего детства любил рисовать. Когда Чэнь Даньцину было 4 года, на отца навесили ярлык «правого элемента», потому что дедушка Чэнь Даньцина Чэнь Дичжун учился в военной Академия Вампу.
В эпоху Культурной революции Чэнь Даньцин начал вместе со школьным учителем рисования повсюду делать портреты председателя Мао. В 1970 году 16-летний Чэнь Даньцин стал ссыльным «культурной революции». В свои 16 лет юноша оказался далеко от близких, работал в сельских бригадах в Южной Цзянси, в Северной Цзянсу. В 1973 Чэнь Даньцин перевёлся на работу в сельскую бригаду коммуны Цзянпу шицяо на севере провинции Цзянсу, самостоятельно учился живописи, стал достаточно известным художником среди молодёжи. В 1976 Чэнь Даньцин создал большую картину маслом «Письмо председателю Мао».
В 1978 был принят в Центральная академия изящных искусств в аспирантуру живописи маслом, что позволило ему получить диплом художника. В 1980 году после окончания учёбы Чэнь Даньцина оставили преподавать в мастерской академии.
В 1982 году, он ушёл из Центральной художественной академии и переехал в Нью-Йорк. Чэнь Даньцин продолжил своё образование в Лига студентов-художников Нью-Йорка. До 2000 года жил и работал в США.
В 2000 году Чэнь Даньцин, вернувшись из Нью-Йорка, был принят на должность профессора в Университет Цинхуа, стал научным руководителем докторантов. Но в 2004 году из-за несогласия с системой отбора и обучения студентов ушёл из института.
Помимо живописи, опубликовал более десяти произведений литературы. Чэнь Даньцин опубликовал серию литературных произведений: «Записки из Нью-Йорка» «纽约琐记», «Зарубежная музыка за рубежом» «外国音乐在外国», «Избыточный материал» «多余的素材», «Отход» «退步集».

## Тибетские картины
В 1976 году Чэнь Даньцин откомандирован в Тибет. Это была его первая поездка в горный край. Тибет оказал решающее влияние на Чэнь Даньцина. В период «культурной революции» он нашёл особую тему — тему этнических меньшинств, что заложило основу для последующего в 1980 году создания цикла «Тибетских картин». Поэтому первые выдающиеся работы маслом «Богатый урожай в слезах», «Тибетский поход», созданные в 1977 году, попали на «Национальную художественную выставку», «Всеармейскую художественную выставку». В то время эти работы имели большое влияние в стране. Чэнь Даньцина стали называть «художником образованной молодежи» и самым выдающимся из них.
В 1980 для подготовки выпускных работ во второй раз отправился в Тибет, создав семь картин и множество этюдов. Это картины: «Мать и дитя», «Пастухи», «Паломничество», «В городе 1», «В городе 2», «Мытье головы», «Камба». В последующем их стали назвать «Тибетскими картинами». Его картины о Тибете стали событием мира искусств, как в стране, так и за рубежом, считаются классикой современной реалистической живописи, основанной на европейских традициях.